# Chacra (Colorado)
Chacra es un lugar designado por el censo ubicado en el condado de Garfield en el estado estadounidense de Colorado. En el Censo de 2010 tenía una población de 329 habitantes y una densidad poblacional de 129,09 personas por km².

## Geografía
Chacra se encuentra ubicado en las coordenadas 39°34′42″N 107°27′18″O / 39.57833, -107.45500. Según la Oficina del Censo de los Estados Unidos, Chacra tiene una superficie total de 2.55 km², de la cual 2.45 km² corresponden a tierra firme y (3.86%) 0.1 km² es agua.

## Demografía
Según el censo de 2010, había 329 personas residiendo en Chacra. La densidad de población era de 129,09 hab./km². De los 329 habitantes, Chacra estaba compuesto por el 93.31% blancos, el 0.91% eran afroamericanos, el 0.91% eran amerindios, el 0.3% eran asiáticos, el 0% eran isleños del Pacífico, el 3.95% eran de otras razas y el 0.61% pertenecían a dos o más razas. Del total de la población el 11.25% eran hispanos o latinos de cualquier raza.